# Antonio Delhumeau Arrecillas
Antonio Delhumeau Arrecillas  (Ciudad de México, 29 de noviembre de 1942, ibíd. 16 de noviembre de 2010) fue un sociólogo mexicano. Fue también comunicólogo, analista político, filósofo y profesor universitario. Tuvo una profunda formación psicoanalítica. Fue el segundo hijo del médico dermatólogo Antonio Delhumeau y de su esposa, la pianista y pintora Carmen Arrecillas, ambos de nacionalidad mexicana. Su hermana mayor, Graciela, es química. Se casó en 1970 con la psicóloga Alba Amada Lara González. Son padres de la profesora y directora vocal de teatro musical, Alba Delhumeau Lara; y del bailarín y coreógrafo, Antonio Delhumeau Lara.

## Profesor universitario
Gran parte del desarrollo profesional de Antonio Delhumeau Arrecillas se llevó a cabo en la Universidad Nacional Autónoma de México (UNAM), en especial en la Ciencias Políticas y Sociales (FCPyS), de donde fue Decano. De 1959 a 1961 estudió en la Facultad de Derecho y de 1962 a 1967 en la FCPyS, donde obtuvo el título de Licenciado en Sociología con la tesis El proceso de la comunicación social y el problema del conocimiento, que le valió mención honorífica en 1970. En 1974 le fue otorgada la equivalencia al grado de Doctor en Ciencia Política por el H. Consejo Universitario de la UNAM. 
En 1967 fundó la carrera de Ciencias de la Comunicación en la FCPyS. Fue un gran desarrollador de los contenidos del programa de estudios. Hasta su muerte, fue profesor titular en dicha carrera, donde impartió la mayoría de las materias del currículo: Sociología de la Información, Psicología de la Comunicación Colectiva, Psicoanálisis y Sociedad, Los Medios y las Teorías de la Comunicación, Psicología Social, Psicología y Comunicación, Análisis de Contenido de la Información, Propaganda y Opinión Pública, Psicología de la Publicidad, La Comunicación en el Sistema Político Mexicano, Introducción al Estudio del Lenguaje, Introducción al Estudio de la Ciencia y Seminarios de Tesis I y II.
Además, en el posgrado de la FCPyS fue profesor de las materias: Filosofía Política y Metodología Avanzada de las Ciencias Sociales.
De 1979 a 1981 fue director de la Facultad de Ciencias Políticas y Sociales. A pesar de las dificultades que enfrentó, ... fue posible desarrollar un programa de formación de profesores, ampliar el número de becas, invitar a profesores extranjeros y crear nuevos centros, coordinaciones y departamentos, así como desarrollar un amplísimo programa de extensión y difusión cultural.
Pronunció 314 conferencias magistrales y ponencias en la UNAM, en otras universidades nacionales y extranjeras, y en asociaciones académicas y culturales.

## Profesor de muchas generaciones
Respecto a su labor magisterial, uno de sus primeros alumnos, Héctor Enrique Espinosa Rangel anotó: ...a través de sus enseñanzas de Sociología de la Información y después de Psicología de la Información, nos enteramos del extenso mundo de la investigación teórica y práctica de la comunicación, descubrimos con él (y también con Froylán, que caray!) que la carrera de comunicación era muchísimo más que redacciones y pleitos de reportero, que no se limitaba a las pantallas de cristal ni a las de cine, que la radio tenía perspectivas inimaginables para entonces, aún más, por él conocimos la cibernética y la informática que nos dejó lugar en el que hoy es nuestro presente.

## Investigador y analista
Paralelamente a su carrera académica fue analista político en diversas instancias gubernamentales. Durante 35 años fue articulista semanal en periódicos de circulación nacional: El Día, Excelsior, El Universal, Uno más Uno, Diario de México y El Financiero. Asimismo, fue ensayista en la Revista de la Universidad, la Revista de Bellas Artes, Revista Mexicana de Ciencias Políticas y Sociales, Estudios Políticos, Análisis Político y Este País.
Fue miembro de los jurados de los Premios Nacional de Periodismo, Nacional de Administración Pública y Universidad Nacional en Humanidades. Fue Presidente de la Asociación Mexicana para la Infancia y la Adolescencia (filial de la A.P.P.A.), Vicepresidente de la Asociación Latinoamericana de Sociología y Nacional de Ciencia Política, Vicepresidente del Colegio Nacional de Sociólogos y Decano de Ciencias de la Comunicación.
En 2009, cuando se cumplieron 50 años de la publicación de la obra clásica de Charles Wright Mills, La imaginación sociológica, el sociólogo Delhumeau afirmó todos estamos en el mismo barco y el barco está zozobrando. Es necesario que comencemos a darnos cuenta para insertar en la realidad algún cambio. La imaginación sociológica se crea en el presente.

## Director Fundador
Dentro y fuera de la UNAM, el sociólogo Delhumeau fue director fundador de varias instituciones:
Instituto Mexicano de Estudios Políticos (IMEF), institución privada de corte académico donde, durante su etapa de dirección, publicó el boletín Análisis político y los libros México, realidad política de sus partidos y Los mexicanos frente al poder (1973), de los que fue coautor
ía con el psicoanalista Francisco González Pineda.
El Centro de Estudios Sociales de la CONASUPO
El Centro de Estudios sobre los Estados Unidos en el  CONACYT
Centro Nacional de Estudios Migratorios, Secretaría de Gobernación
Área técnica de información; Área de Estudios Técnicos de Orientación y Servicios Sociales en la UNAM. Asimismo, fue director fundador de: Centro de Estudios de la Comunicación; Centro de Estudios Políticos; Centro de Estudios sobre Teoría Social; Área de Extensión Universitaria y Área de Educación Continua y Vinculación: todas ellas instancias académicas de la FCPyS.

## Pensamientos y citas
El sociólogo Delhumeau tuvo un pensamiento complejo, como compleja era su visión del entorno que lo rodeaba. Valgan estas citas para ubicarlo, aunque sea parcialmente. Como profesor universitario, buscó siempre acompañar a sus alumnos en el camino del aprendizaje, al cual es inherente la libertad. Él mismo resumió su posición filosófica al respecto en ocasión de un texto sobre La Crítica de la Razón Dialéctica de Jean Paul Sartre en la que afirmó: Jean Paul Sartre jamás se sometió a la mirada enajenante de los otros; el gran pensador francés del siglo XX fue, en su esencia, el ejemplo más confiable -de  vida cotidiana y de obra— de aquello en lo cual se basa nuestra mayor responsabilidad humana: la de ser conscientemente libres a cada instante, en tanto que nos percatamos de que —lo sepamos o no— en cada acto u omisión comprometemos la esencia de nuestra existencia que radica en la libertad. Y es por ello que Sartre, hoy como hace cincuenta años, constituye el arquetipo del hombre y del intelectual, verdaderamente vivo y creador, es decir, revolucionario.
Al análisis de las emociones dedicó su La Razón Apasionada, de publicación póstuma: El amor requiere un cuidado cotidiano; el odio, en cambio, es un descuido que admite el dejarse llevar por las inercias repetitivas; en este sentido es cómodo.
A diferencia de la inercia, la pasión, aún entre viejos, es un solaz vital para reencontrar el mundo de un modo vibrante y expansivo, por lo cual la razón apasionada es contagiosa.
Una definición citada con frecuencia por los analistas políticos es ... la democracia es la técnica de organización social que parte de la libertad, respeto y unidad de los individuos para poder organizarse de forma en que todos participen y aporten sus opiniones para un bien común en un ambiente donde haya cultura política y conciencia.
Sobre el poder y la adicción, expresó en El Hombre Teatral: la sociedad contemporánea es adictiva porque vivimos un momento de ruptura con lo sagrado, de erradicación del espíritu, del ánima en su sentido energético.
Para él, toda adicción: es la compensación del vacío de amor mediante satisfactores fantásticos de necesidades reales e implica una adicción al poder, donde se busca amor desde el ejercicio de control de la voluntad de otros, ya que no se puede controlar la propia, o bien la fantasía de una potencia vital que no se tiene por falta de capacidad amorosa y que se obtiene a través de emociones, fármacos o sustancias, éstas sí controlables.
La sustancia adictiva está al alcance del adicto: el alcohólico tendrá siempre acceso al alcohol, el comedor compulsivo a la comida, el tabaquista al cigarro, el colérico a la rabia propia o ajena.
Las adicciones son esfuerzos por recuperar una percepción original, es decir, el humus, el estado emocional, el modo de visualizar la realidad tan querida en la infancia; es decir, son la búsqueda de la percepción perdida en la niñez.
Así, quienes tuvieron un ambiente familiar febril son sujetos que tienden a la adicción al alcohol o a la cocaína, sustancias que al lograr este efecto restablecen el ambiente referencial o, en cambio, otras personas con referentes familiares flemáticos o que adquirieron una actitud lenta, pausada, de defensa ante un contexto excesivamente angustiante, pueden ser adictos a la mariguana o a los inhalantes.
En este sentido, incluye las emociones asumidas obsesivamente en las adicciones: Una persona depresiva es adicta a la tristeza, una colérica es adicta a la ira, una neurótica a la neurosis; todas resuelven mediante una energía o estado anímico un conjunto de necesidades afectivas.
Así, en tanto la adicción es la búsqueda de un satisfactor artificial ante una necesidad real de amor, persiste la tendencia dominante de buscarlo a través de cualquier adicción o compulsión, la cual genera un estado de ánimo por el hecho mismo de ejercer ese hábito, pero no satisface la carencia esencial (vínculo amoroso) y, por ende, lleva a la repetición compulsiva de la adicción en una banda sin fin.
Sobre la génesis de la representación como parte del poder: ...como ser humano genérico o que, ahora, le sobre-exige una creciente competencia, a la par con el varón, a la vez que la coordinación, si no es que la responsabilidad total del hogar y de los hijos, la mujer-madre recibe al hijo desde una mirada de control, con un abrazo de posesión y un sentimiento de reivindicación.
La autoafirmación de la independencia, de la singularidad del hijo, se ve truncada, una y otra vez, por el hecho de ser representante y responsable ante la madre, lo cual implica, si nos atenemos a las raíces de estas nociones, que el hijo es o ha de ser a la imagen que la madre se ha hecho de él, como delegado o agente de ella, quien presenta su esencia inalcanzada y, a la vez, el re-querido moralmente a responder por ella y a realizar proyectos frustrados que no son de él, a partir de deudas y obligaciones contraídas, que definen y condicionan el alcance posible de “su” poder. Éste es el sentido profundo por el que es posible afirmar que la ansiedad de poder es la otra cara de la impotencia vital, en tanto que emerge del vacío de autoafirmación de la matriarca. En cambio, la orientación de esta ansiedad en una dirección intrusiva y de rivalidad, o competencia, será marcada, también en sus metas sintéticas y básicas, por el padre o figura sustituta.
Por el ello-ahí el ser-mismo indica que la representación, como símbolo o actuación, es sólo una ansiedad de poder, en búsqueda extraviada y autorreferente del amor, ahí donde el amor no existe.

## Libros de su autoría
- El Hombre Teatral, Plaza y Valdés, México, 1984 y 1986.
- La Razón Apasionada. México, FCPyS, UNAM, 2011 (Póstumo)

## Libros en coautoría
- Anaya Cadena Vicente, Antonio Delhumeau y Guillermo Knochenhauer (Coords). El Impacto de la televisión en cinco comunidades vírgenes de México. Méxcico, ENEP Acatlán, UNAM- UNICEF, 1984.
- Carrillo Castro, Alejandro y Antonio Delhumeau. Aquí escogimos vivir. Instituto Nacional de Migración,1999. 2 tomos
- Delhumeau, Antonio, Bertha Lerner Sigal et al. México, realidad política de sus partidos. México, IMEF, 1970
- Delhumeau, Antonio. "El poder como violencia". En Tapia Campos, Martha Laura et al. La violencia nuestra de cada día. Google e Book. https://books.google.com.mx/books?id=eKtlBAAAQBAJ&printsec=frontcover&hl=es&source=gbs_ge_summary_r&cad=0#v=onepage&q&f=false
- Delhumeau, Antonio. "Lo sublime y lo siniestro en la persuasión". En  Tapia Campos, Martha Laura et al El lado obscuro de la persuasión https://play.google.com/store/books/detail/Martha_Laura_Tapia_Campos_El_lado_oscuro_de_la_per?id=0qRlBAAAQBAJ
- González Pineda, Francisco y Antonio Delhumeau. Los mexicanos frente al poder. México, IMEF, 1973.

Además publicó capítulos en diez libros colectivos de la UNAM, de la Editorial Plaza-Valdés y del Instituto Nacional de Migración. 